# Рейан
Рейа́н (фр. Reillanne, окс. Ralhana) — коммуна во Франции, находится в регионе Прованс — Альпы — Лазурный Берег. Департамент коммуны — Альпы Верхнего Прованса. Главный город кантона Рейан. Округ коммуны — Форкалькье.
Код INSEE коммуны — 04160.

## Население
Население коммуны на 2008 год составляло 1479 человек.
| 1962 | 1968 | 1975 | 1982 | 1990 | 1999 | 2008 |
| ---- | ---- | ---- | ---- | ---- | ---- | ---- |
| 622  | 698  | 665  | 892  | 1197 | 1322 | 1012 |

## Климат
Климат средиземноморский. Лето жаркое и сухое, зимой прохладно, часто бывают заморозки. Рейан не имеет своей метеостанции, ближайшая находится в Пьервере.
| Показатель                           | Янв. | Фев. | Март | Апр. | Май  | Июнь | Июль | Авг. | Сен. | Окт. | Нояб. | Дек. | Год  |
| ------------------------------------ | ---- | ---- | ---- | ---- | ---- | ---- | ---- | ---- | ---- | ---- | ----- | ---- | ---- |
| Средний суточный максимум, °C        | 9    | 11,1 | 14,8 | 17,1 | 21,8 | 26,1 | 29,7 | 29,5 | 24,8 | 19,2 | 13,3  | 9,7  | 18,1 |
| Средняя температура, °C              | 4,3  | 5,2  | 7,2  | 10,0 | 14,3 | 17,7 | 21,4 | 21,0 | 17,1 | 12,5 | 7,5   | 5,1  | 12   |
| Средний суточный минимум, °C         | −0,0 | 0,6  | 2,8  | 5,3  | 9,0  | 13,1 | 15   | 15,1 | 11,6 | 7,9  | 3,3   | 0,5  | 6,9  |
| Норма осадков, мм                    | 47   | 34   | 34   | 44   | 40   | 28   | 21   | 33   | 46   | 54   | 73    | 61   | 515  |
| Источник: Relevé météo de Pierrevert |      |      |      |      |      |      |      |      |      |      |       |      |      |

## Экономика
В 2007 году среди 897 человек в трудоспособном возрасте (15—64 лет) 603 были экономически активными, 294 — неактивными (показатель активности — 67,2 %, в 1999 году было 58,4 %). Из 603 активных работали 501 человек (273 мужчины и 228 женщин), безработных было 102 (50 мужчин и 52 женщины). Среди 294 неактивных 71 человек были учениками или студентами, 118 — пенсионерами, 105 были неактивными по другим причинам.

## Достопримечательности
- Замок Вальгран (1650—1680 года)
- Церковь Нотр-Дам-де-л’Ассомтьон (XII век)
- Часовня Сен-Рош
- Романская церковь Успения Пресвятой Богородицы
- Часовня Сен-Дени
- Этнологический музей

## Города-побратимы
- Роккаспарвера (Италия), с 13 октября 1996 года

## Фотогалерея

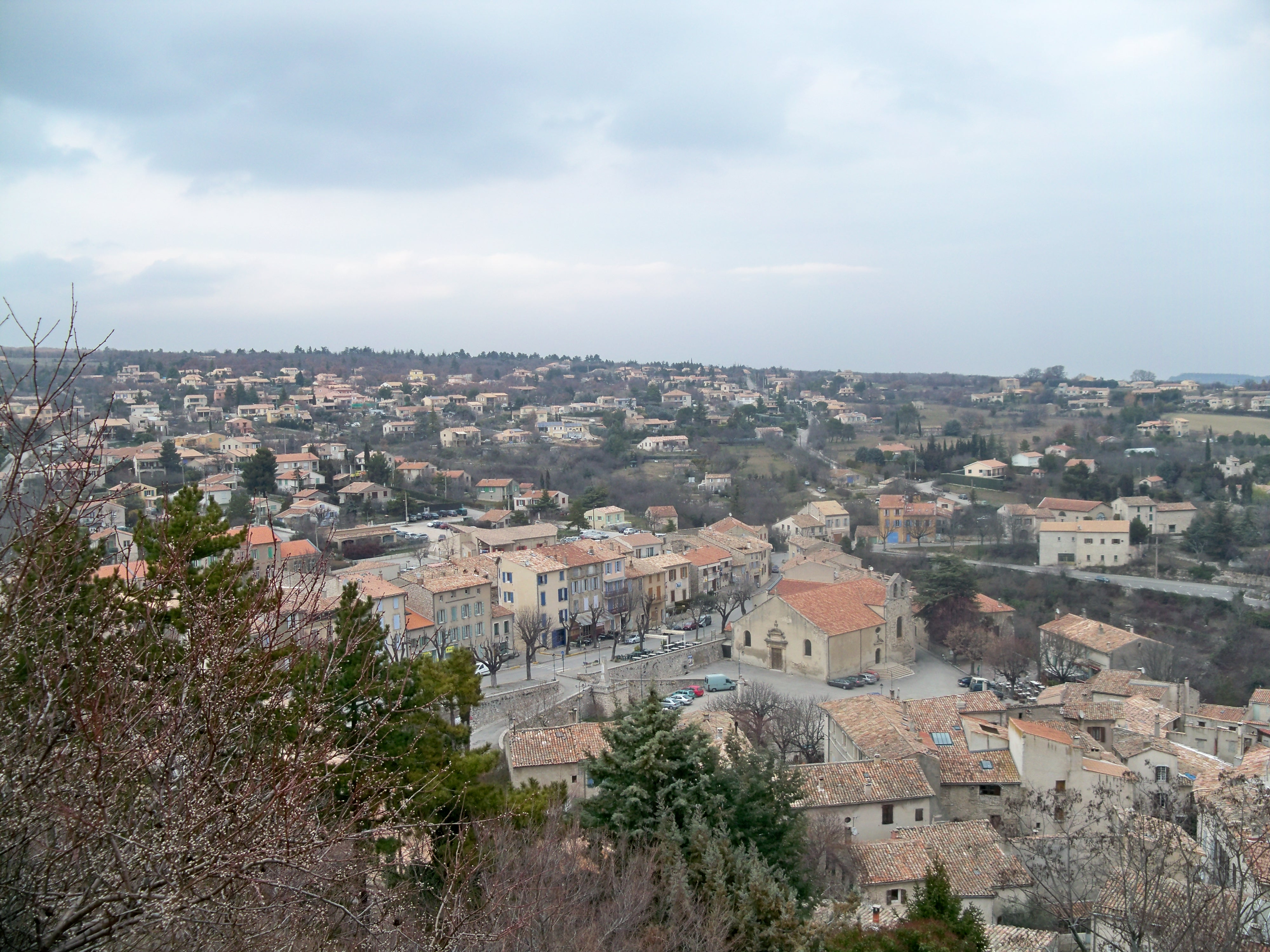
Рейан
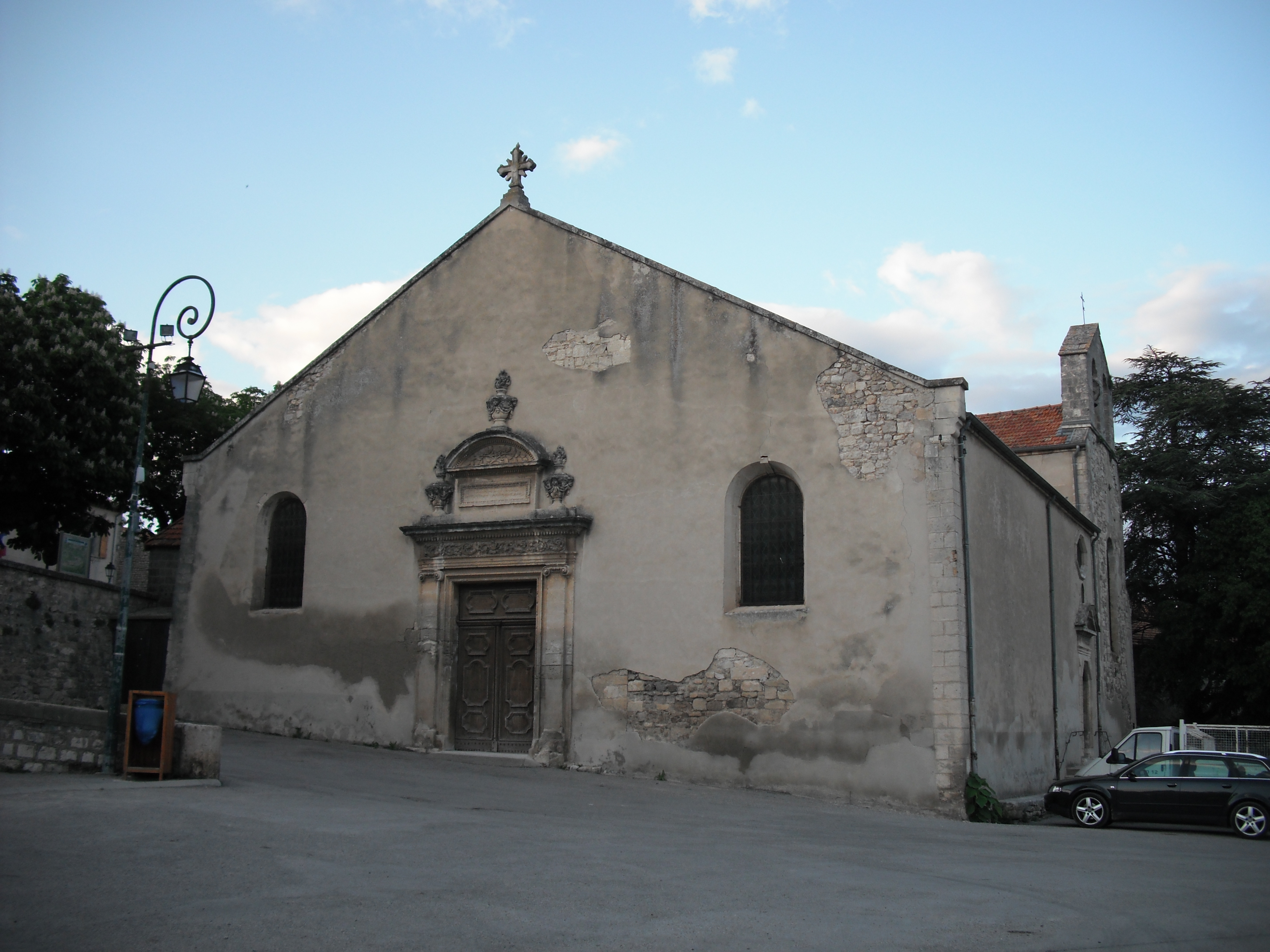
Церковь Нотр-Дам-де-л’Ассомтьон
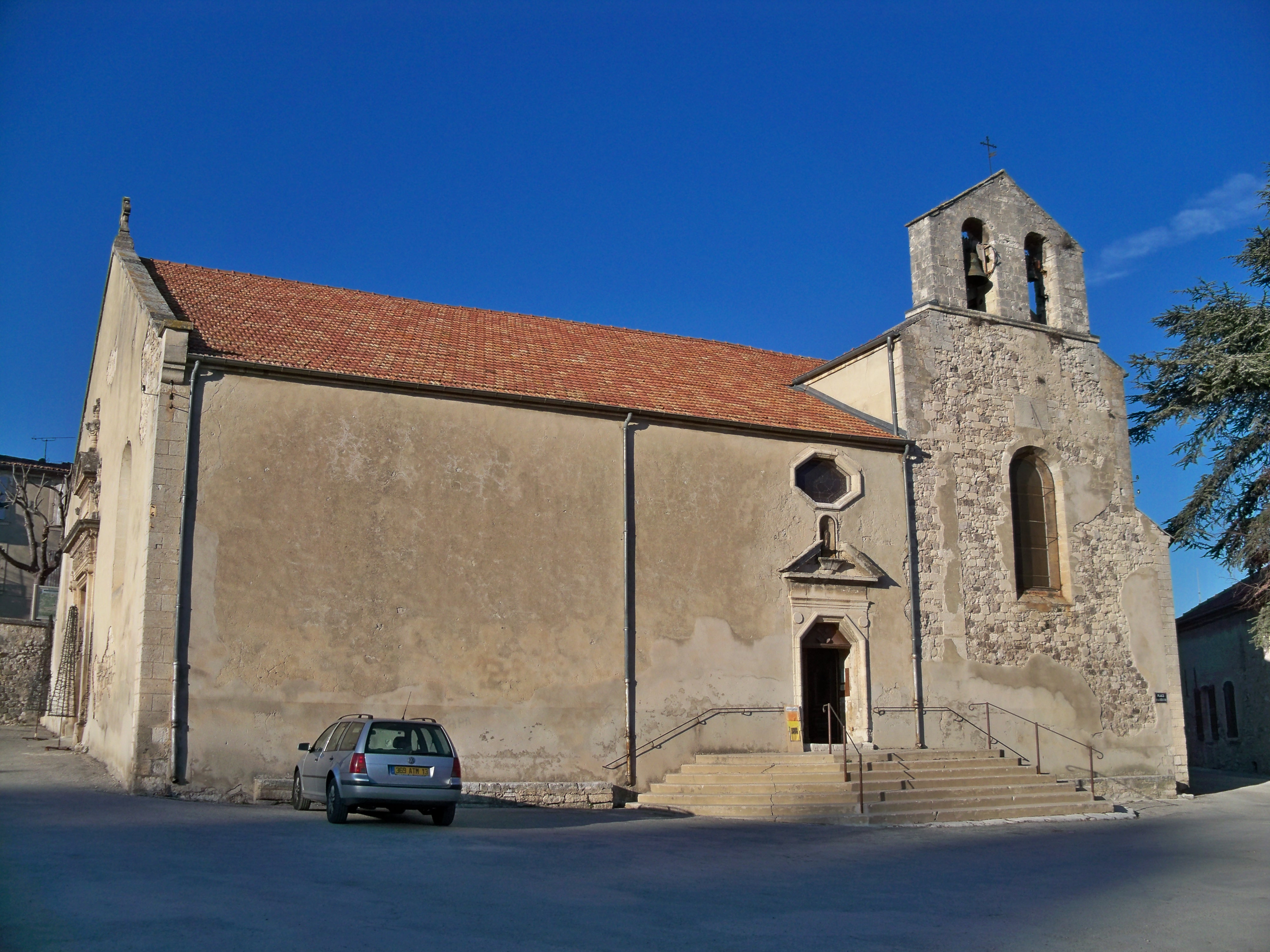
Церковь Сен-Дени
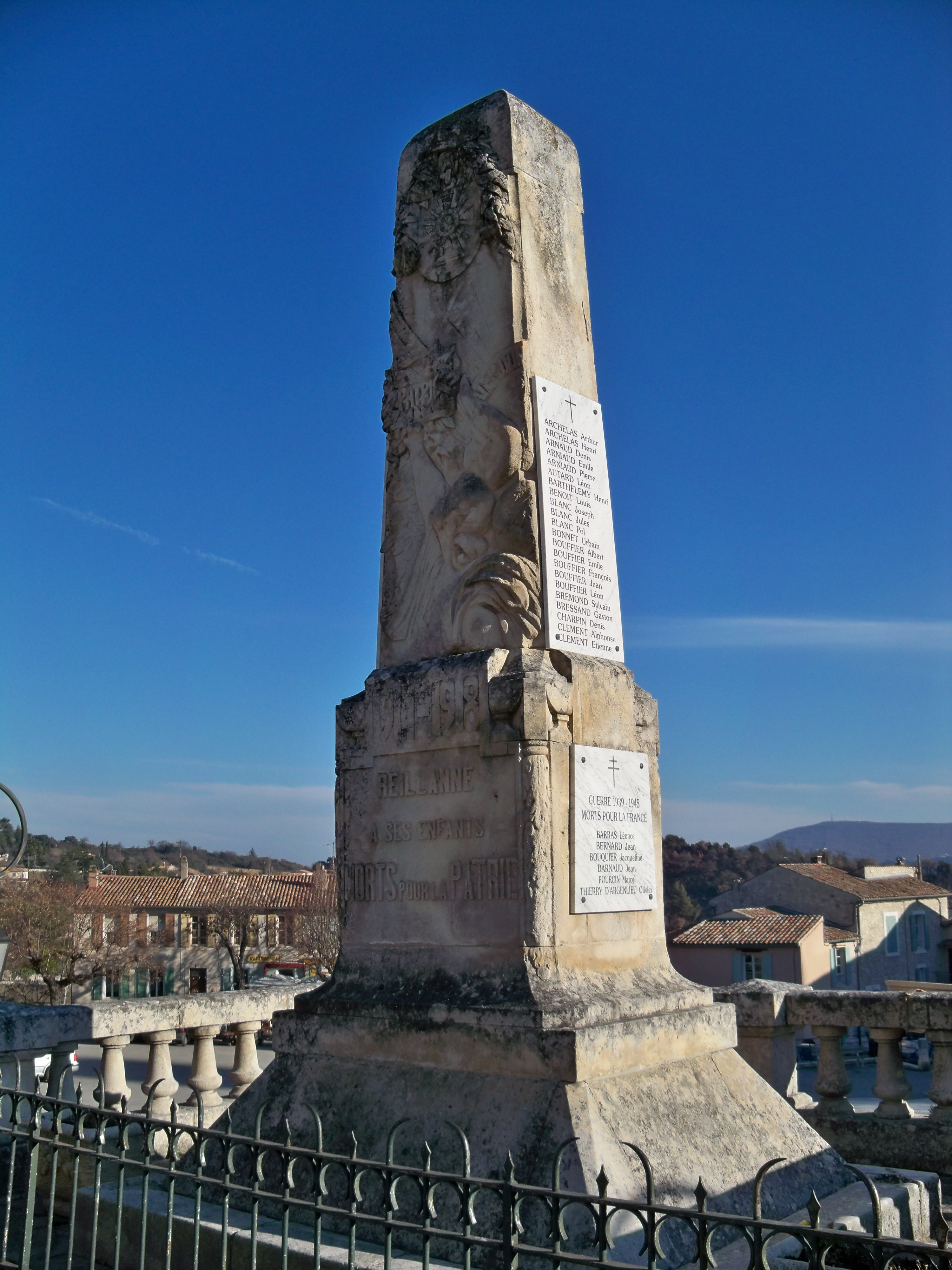
Военный монумент